# Skarby polskie
Skarby polskie – nota Cypriana Kamila Norwida z 1874 na temat skarbów ukrytych w polskiej ziemi.

## O tekście
Tekst jest notą przesłaną do Krakowa w 1874 na ręce Władysława Bartynowskiego. Opublikował go w 1937 Zenon Przesmycki w V tomie Wszystkich pism po dziś w całości lub fragmentach odszukanych. Autor porusza w nim kwestię skarbów zakopanych w polskiej ziemi, w tym również pieniędzy. Zadaje pytanie, gdzie się podziało polskie złoto i czy w ogóle wiadomo ile go było. Sugeruje, że warto by stworzyć mapę pasa obronnego przed najazdem tatarskim, bo tam zostały uwięzione przed złupieniem pieniądze i biżuteria i ukryte w murach, stawach lub zakopane w ziemi.